# Stars Dance
Albums de Selena Gomez
When the Sun Goes Down For You
Singles
1. Come and Get It
Sortie : 8 avril 2013
2. Slow Down
Sortie : 4 juin 2013

Stars Dance est le premier album solo de la chanteuse américaine Selena Gomez, et quatrième en comptant ceux faits avec Selena Gomez & The Scene . Il est sorti le 23 juillet 2013 et fut promu par une tournée mondiale. Deux singles, Come and Get It et Slow Down sont issus de l'album. Le clip de Come and Get It est paru sur le net le 7 mai 2013. Quant à celui de  Slow Down, il a été tourné à Paris du 27 mai au 5 juin et est sorti le 20 juillet 2013. Selena Gomez mentionna Britney Spears, Taylor Swift et Skrillex comme trois de ses plus importantes influences .

## Stars Dance Tour
Pour promouvoir l'album, Selena Gomez lance une tournée Américaine et Européenne, nommée Stars Dance Tour. La tournée comprend 41 dates aux États-Unis et Canada et 17 dates en Europe.

## Singles
- Le premier single, Come and Get It, sort le 8 avril. Le clip vidéo est sorti le 7 mai, il est dirigé par Anthony Mandler.
- Le second single, Slow Down, est sorti le 4 juin sur iTunes en même temps que la pré-commande de l'album. Le clip a été tourné à Paris, en France, du 27 mai au 5 juin.
- Birthday n'est qu'une video de ses 21 ans postée le 22 juillet 2013 sur YouTube mais n'est pas sorti en tant que single.
- La chanson Undercover devait sortir en tant que troisième single de l’album, mais le clip a été annulé avant sa sortie, pouvant faire l’objet de controverse.

## Liste des pistes
Crédits adaptés des notes du livret d'Universal Music.
| No  | Titre              | Auteur                                                                                               | Producteur(s)                  | Durée |
| --- | ------------------ | --- | ------------------------------ | ----- |
| 1.  | Birthday           | Crista Russo, Mike Del Rio & Jacob Kasher Hindlin                                                    | Mike Del Rio                   | 3:20  |
| 2.  | Slow Down          | Lindy Robbins, Kathleen DeLuna, Julia Michaels, Niles Hollowell-Dhar, David Kuncio, Freddy Wexler    | The Cataracs                   | 3:30  |
| 3.  | Stars Dance        | Antonina Armato, Tim James, Benjamin Dherbecourt, Adam Schmalholz                                    | Rock Mafia                     | 3:37  |
| 4.  | Like a Champion    | Dan James, Leah Haywood, Peter Thomas, Bebe Rexha, Mark Myrie,Kathleen DeLuna & Leroy Sibbles        | Dreamlab                       | 2:55  |
| 5.  | Come and Get It    | Ester Dean, M.S. Eriksen, Benjamin Dherbecourt, T. E. Hermansen                                      | Stargate                       | 3:51  |
| 6.  | Forget Forever     | Jason Evigan, Jordan Johnson, Marcus Lomax, Stefan Johnson, Alexander Izquierdo, Clarence Coffee Jr. | The Monsters and the Strangerz | 4:11  |
| 7.  | Save the Day       | Livvi Franc, Mitch Allan, Benjamin Dherbecourt, Jason Evigan                                         | Evigan, Allan                  | 3:52  |
| 8.  | B.E.A.T.           | Freddy Wexler, Jai Marlon & Heather Jeanette Miley                                                   | The Cataracs                   | 3:05  |
| 9.  | Write Your Name    | Daniel James, Kathleen DeLuna, Leah Haywood, Arnthor Birgisson                                       | Dreamlab                       | 3:16  |
| 10. | Undercover         | Lindy Robbins, Julia Michaels, Niles Hollowell-Dhar, Rome Ramirez                                    | The Cataracs                   | 3:53  |
| 11. | Love Will Remember | Antonina Armato, Desmond Child, David Jost & Tim James                                               | Rock Mafia                     | 3:31  |

| 12. | Nobody Does It Like You | Selena Gomez, Toby Gad, Robbins                                      |  | 3:56 |
| 13. | Music Feels Better      | Selena Gomez, Benjamin Dherbecourt, Haywood D. James, Jeremy Coleman |  | 3:10 |

| 12. | Nobody Does It Like You | - Gomez - Toby Gad - Lindy Robbins |  | 3:56 |
| 13. | Music Feels Better      | - Gomez - Dherbecourt - Haywood - D. James - Jeremy Coleman                                                                            |  | 3:10 |
| 14. | Lover in Me             | Daniel James, Leah Haywood, Brian Lee, Selena Gomez, Benjamin Dherbecourt and Stuart Crichton                                          |  | 3:29 |
| 15. | I Like It That Way      | Joshua Coleman, Benjamin Dherbecourt, J. Kash (Jacob Kasher Hindlin), Rickard Goransson, Fransisca Hall and Alexander Castillo Vasquez |  | 4;11 |

| 1. | Hit the Lights            |  | 3:25 |
| 2. | Who Says                  |  | 3:21 |
| 3. | Love You Like a Love Song |  | 3:41 |
| 4. | Come and Get It           |  | 4:50 |
| 5. | Naturally                 |  | 3:15 |

## Certifications
| Pays      | Certification | Ventes   |
| --------- | ------------- | -------- |
| Argentine | Or            | 20 000+  |
| Brésil    | Platine       | 40 000+  |
| Canada    | Or            | 55 500+  |
| Colombie  | Or            | 5 000+   |
| Mexique   | Platine       | 60 000+  |
| Portugal  | Platine       | 20 000+  |
| Monde     |               | 950 000+ |

## Historique des sorties
| Pays             | Date              | Label                 |
| ---------------- | ----------------- | --------------------- |
| Pays-Bas         | 19 juillet 2013   | Universal Music       |
| Allemagne        | 19 juillet 2013   | Hollywood Records     |
| Union européenne | 22 juillet 2013   | Hollywood Records     |
| Belgique         | 22 juillet 2013   | Hollywood Records     |
| Portugal         | 22 juillet 2013   | Hollywood Records     |
| Espagne          | 22 juillet 2013   | Hollywood Records     |
| Royaume-Uni      | 22 juillet 2013   | Hollywood Records     |
| Brésil           | 22 juillet 2013   | Hollywood Records     |
| France           | 22 juillet 2013   | Hollywood Records     |
| États-Unis       | 23 juillet 2013   | Hollywood Records     |
| Canada           | 23 juillet 2013   | Hollywood Records     |
| Italie           | 23 juillet 2013   | Hollywood Records     |
| Japon            | 25 septembre 2013 | Universal Music Japan |